# Сивки (Чернігівський район)
Сивки — нині не існуюче село в Чернігівській області. Географічні координати: 51°16′45″ пн. ш. 30°38′49″ сх. д. / 51.27917° пн. ш. 30.64694° сх. д. Розташовувалося на південний захід від села Василева Гута, і межувало з озером «Казар».

## Назва
За переказами, назва села пішла від того, що колись його мешканці носили сиві шапки. їх прозвали «сиваками», а саме село Сивки.

## Історія
Село княжого часу. Історична пам'ять зберегла згадку про часи козар. Село Сивки виникло на землях, що належали Києво-Печерській лаврі. Село Сивки входило у 1656 — 1784 роках в Любецьку сотню Чернігівського полку Гетьманщини.Перша письмова згадка про маєтність Лаври від 1720 р. .
У ревізії 1732 року записано, що в селі було 39 хат.У 1782 р. - 39 хат маєтності Печерської лаври при озері Козар з Михайлівською церквою. За переписом 1897р.- 193 двори і 1188 жителів. Архівна справа 1908 р. казенного селянина Пантелеймона Ващенко на псаломщика церкви за образу тещі Таїсії Романовської. 
Входило до Сорокошицької волості Остерського повіту Чернігівської губернії.
У 1924 р .- 333 двори і 2061 житель.  Вчителька Темінська після розкуркулення говорила , що тепер бідняків , середняків, куркулів нема . Всі бідняки, всіх обібрали. Свідок оповідає, що в 1933 р. прийшло багато голодних людей з Полтавщини. Померла їх незліченна кількість. 
За спогадами Валентини Мастєрової (Шовкун) у селі Сивки до виселення було п'ятсот дворів.
Оз. Купалище , Кропи , Колодієво, рукав Дніпра Перевал.
х. Нивки (нема).
Кутки – Гінтав, Велика дорога, урочища -Тараки (санскрит-зірка), Протереб ( сіверське- очищене від лісу місце для нивки). Найдавніша частина Сивок.

### Виселення
У 1967 — 1970 роках мешканців села було виселено, через те, що територія села мала бути затопленою при створенні Київського водосховища. Однак територія села залишилася не затопленою, але люди в село вже не повернулися, оскільки були примусово розселені по іншим найближчим населеним пунктам.
У Сивках до виселення був колгосп, школа, будинок культури, бібліотека, два магазини, православна церква. Найближча лікарня зі стаціонаром та пологовим будинком знаходилася в селі Навози (зараз Дніпровське). Сивки до самого виселення так і залишалося не електрифікованим селом, лише в колгоспі за необхідності використовувався електрогенератор. В останні роки перед виселенням по селу під землею було прокладено дротове радіо.
Ще до створення Київського водосховища село іноді затоплювалося водою при весняних розливах річки. За розповідями очевидців, вода заходила в деякі будинки (хати), були випадки піймання риби, не виходячи з хати. А взагалі-свіжа риба в будь-який час року становила велику частину раціону селян.
Незважаючи на видимі для наших сучасників труднощі проживання в селі Сивки (відсутність електрики, повені), багато жителів, які на час переселення були у свідомому віці, з ностальгією згадують життя в селі.
У 2013 році в Сивках встановлено пам'ятний хрест з написом «Тут було село Сивки». Кошти на пам'ятний хрест збирали всі колишні сільчани. Вони кожного року їздять до рідного села, зупиняються в будиночку на березі озера.

### Голодомор в Україні (1932—1933)
Під час Голодомору 1932—1933 років у селі померло щонайменше 139 осіб:
1. Андрійченко Григорій Михайлович 1 р., утриманець, 17 вересня 1932 р.,
2. Андрійченко Семен Григорович 28 р., селянин, одноосібник 4 жовтня 1932 р.,
3. Бабич Агафія Корнеліївна 2 р., утриманець, 1 квітня 1933 р.,
4. Бабич Агафія Михайлівна 17 р., утриманець, 3 червня 1933 р.,
5. Бабич Варвара Дмитрівна 12 р., утриманець, 22 грудня 1932 р.,
6. Бабич Варвара Климівна
7. Бабич Ганна Опанасівна 7 р., утриманець, 1 жовтня 1933 р.,
8. Бабич Горпина Хомівна 65 р., утриманець, 16 листопада 1933 р.,
9. Бабич Іван Григорович
10. Бабич Іван Іванович 32 р.,
11. Бабич Іван Іванович 62 р., селянин, одноосібник, 17 вересня 1933 р.,
12. Бабич Мар'яна Іванівна 90 р., утриманець, 23 квітня 1932 р.,
13. Бабич Микола Олексійович 4 м, утриманець, 10 січня 1933 р.,
14. Бабич Микола Федорович 3 м, утриманець, 10 листопада 1932 р.,
15. Бабич Михайло Федосович 4 м, утриманець, 3 травня 1932 р.,
16. Бабич Мотрона Гордіївна 60 р., селянка, одноосібниця, 4 лютого 1933 р.,
17. Бабич Оксенія Федосівна 5 р., утриманець, 25 грудня 1932 р.,
18. Бабич Омелян Федорович 80 р., утриманець, 8 березня 1932 р.,
19. Бабич Терентій Микитович
20. Валевач Олександра Олександрівна 13 р., утриманець, 20 липня 1932 р.,
21. Ващенко Анастасія Павлівна 93 р., селянка, одноосібниця, 11 листопада 1932 р.,
22. Ващенко Марина Пантеліївна 20 р., утриманець, 4 липня 1932 р.,
23. Ващенко Марина Трохимівна 16 р., утриманець, 1 жовтня 1933 р.,
24. Ващенко Павло […] 75 р., селянка, член артілі, 4 липня 1933 р.,
25. Ващенко Пантелій Іванович 63 р., селянин, одноосібник, 23 листопада 1932 р.,
26. Ващенко Тетяна Іванівна 80 р., утриманець, 22 січня 1933 р.,
27. Виноградна Ганна Минівна 5 жовтня 1931 р., утриманець, 4 січня 1932 р.,
28. Вишневецька Анастасія Омелянівна 90 р., утриманець, 19 березня 1933 р.,
29. Вишневецька Галина Іва 47 р., селянин, одноосібник, 14 липня 1933 р.,
30. Вишневецька Мотрона Григорівна 7 р., утриманець, 20 квітня 1932 р.,
31. Вишневецький Федір Максимович утриманець, 13 лютого 1932 р.,
32. Віник Матвій Трохимович 76 р., селянин, одноосібник, 11 лютого 1933 р.,
33. Грищенко Леонід Ларіонович 3 р., утриманець, 12 листопада 1932 р.,
34. Деркач Анастасія Корніївна 18 р., 24 квітня 1932 р.,
35. Деркач Анастасія Корніївна 1933 р.,
36. Деркач Марія Мойсеївна
37. Деркач Михайло Іванович
38. Деркач Мотрона Мойсеївна З м., утриманець, 19 січня 1933 р.,
39. Деркач Семен Охрімович 32 р., селянин, колгоспник, 25 грудня 1932 р.,
40. Каледа Микола Панасович 10 д., утриманець, 15 січня 1932 р.,
41. Каледа Михайло Панасович 3 р., утриманець, 19 квітня 1933 р.,
42. Каледа Нонна Савеліївна 84 р., утриманець, 10 березня 1932 р.,
43. Каледа Петро Якович 17 р., утриманець, 27 січня 1932 р.,
44. Каледа Христина Іллівна 55 р., утриманець, 7 березня 1932 р.,
45. Квачан Єфросинія Степанівна 75 р., утриманець, 28 лютого 1932 р.,
46. Кирієнко Віра Степанівна 58 р., утриманець, 26 жовтня 1933 р.,
47. Кирієнко Єфросинія Федорівна 23 р., колгоспниця, 1 вересня 1933 р.,
48. Коваль Федос Іванович
49. Коваль Ганна Іванівна 3 р., утриманець, 26 лютого 1932 р.,
50. Коваль Євдокія Микитівна 1 р., утриманець, 31 липня 1932 р.,
51. Коваль Мотрона Опанасівна 1р., утриманець, 20 серпня 1933 р.,
52. Коледа Григорій Миколайович 3 м, утриманець, 15 березня 1933 р.,
53. Колесник Антон Іванович 70 р., утриманець, 27 жовтня 1933 р.,
54. Коляда Дмитро Йосипович
55. Коляда Євдокія Омелянівна 1933 р., голод ,
56. Коляда Євдокія Семенівна 2 р., утриманець, 13 березня 1933 р.,
57. Коровченко Михайло Іванович 8 р., утриманець, 2 березня 1932 р.,
58. Коровченко Пилип Макарович 60 р., утриманець, 23 березня 1933 р.,
59. Коровченко С[…]ина Іванівна 100 р., утриманець, 19 лютого 1933 р.,
60. Кравченко Анастасія Максимович 1 р утриманець, 17 грудня 1932 р.,
61. Кравченко Василь Григорович 5 м, утриманець, 21 квітня 1933 р.,
62. Кравченко Ганна Савівна 37 р., селянка, одноосібниця, 13 липня 1932 р.,
63. Кравченко Дарія Михайлівна селянка, одноосібниця, 1 серпня 1933 р.,
64. Кравченко Микола Кирилович 7р., утриманець, 20 червня 1932 р.,
65. Кравченко Микола Петрович 1,5 р., утриманець, 24 січня 1933 р.,
66. Любченко Василина Іванівна 76 р., утриманець, 21 березня 1933 р.,
67. Любченко Омелян 1 р., утриманець, 27 червня 1932 р.,
68. Любченко Христина 70 р., селянка, одноосібниця, 28 лютого 1933 р.,
69. Мала Онисія Іванівна 17 р., селянка, одноосібниця 21 липня 1933 р.,
70. Навозенко Агафія Семенівна 40 р., утриманець, 1 листопада 1933 р.,
71. Навозенко Анастасія Пилипівна 25 р., селянка, одноосібниця, 5 лютого 1933 р.,
72. Навозенко Володимир Григорович 3 м, утриманець, 11 листопада 1932 р.,
73. Навозенко Галина Іванова
74. Навозенко Ганна Данилівна 75 р., селянка, одноосібниця, 10 листопада 1933 р.,
75. Навозенко Єлизавета Іванівна 1 р., утриманець, 19 квітня 1932 р.,
76. Навозенко Євдокія Юріївна 10 р., утриманець, 16 березня 1932 р.,
77. Навозенко Єфросинія Антонівна 19р., селянка, одноосібниця, 23 січня 1933 р.,
78. Навозенко Єфросинія Євтухівна 3 м, утриманець, 10 квітня 1933 р.,
79. Навозенко Іван Дмитрович 22 р., утриманець, 1 листопада 1933 р.,
80. Навозенко Іван Пантелійович 4 р., утриманець, 1 квітня 1933 р.,
81. Навозенко Марта Петрівна 65 р., утриманець, 1 листопада 1933 р.,
82. Навозенко Микола Олександрович 2р., утриманець, 19 лютого 1933 р.,
83. Навозенко Олексій Іванович 3 т., утриманець, 24 січня 1933 р.,
84. Навозенко Пелагея Аникіївна 25 р., селянка, колгоспниця, 2 травня 1933 р.,
85. Навозенко Харитина Миронівна 17 р., утриманець, 2 березня 1933 р.,
86. Новик Феодосія Михайлівна 47 р., утриманець, 22 січня 1932 р.,
87. Новик Яків Данилович 30 р., утриманець, 23 жовтня 1933 р.,
88. Патій Євдокія Улянівна 65 р., утриманець, 29 січня 1932 р.,
89. Передня Тарас Федорович 75 р., утриманець, 6 лютого 1932 р.,
90. Передня Анастасія Іванівна 2 р., утриманець, 26 січня 1932 р.,
91. Передня Іван Тимонович 20 р., утриманець, 3 жовтня 1932 р.,
92. Передня Іван Яковлевич 79 р., селянин, одноосібник, 21 травня 1933 р.,
93. Передня Олексій Іванович
94. Передня Улита Петрівна
95. Пипкун Оксинія Дем'янівна 86 р., утриманець, 7 травня 1933 р.,
96. Пономаренко Каленик Панасович 45 р., селянин, одноосібник, 28 лютого 1933 р.,
97. Потапенко Анастасія Михайлівна 1916 р., 1932 р.,
98. Потапенко Варвара Михайлівна 1918 р., 1932 р.,
99. Потапенко Володимир Петрович 1р., утриманець, 16 березня 1933 р.,
100. Потапенко Єлизавета Іванівна 61 р., селянка, одноосібниця, 26 березня 1933 р.,
101. Потапенко Зінаїда Прокопівна 3 р., утриманець, 15 грудня 1932 р.,
102. Потапенко Іван Федосович
103. Потапенко Кирило Єфимович 75 р., утриманець, 4 квітня 1933 р.,
104. Потапенко Федос Максимович 44 р., селянин, колгоспник, 11 березня 1933 р.,
105. Потапенко Юрій Михайлович 1920 р., 1932 р.,
106. Потій Микола Іванович 1 р., утриманець, 1 вересня 1933 р.,
107. Потій Микола Іванович 2 р., утриманець, 7 серпня 1933 р.,
108. Потія Меланія Степанівна 35 р., утриманець, 30 березня 1933 р.,
109. Прищепа Галина Климівна
110. Прищепа Степанида Климівна 2 р., утриманець, 1 листопада 1933 р.,
111. Пустовойт Ганна Дмитрівна 2 р., утриманець, 6 січня 1932 р.,
112. Ребенок Ганна Артемівна
113. Ребенок Дмитро Іванович 50 р., утриманець, 30 серпня 1933 р.,
114. Ребенок Євдокія Гордіївна
115. Ребенок Мар'яна Степанівна 31 р., утриманець, 14 серпня 1932 р. ,
116. Ребенок Микола Антонович 6 м, утриманець, 1 квітня 1932 р.,
117. Ребенок Мотрона Іванівна 1 р., утриманець, одноосібник, 1 січня 1933 р.,
118. Ребенок Наталія Мойсеївна 2 р., утриманець, 23 квітня 1932 р.,
119. Ребенок Орина Андріївна 3 м, утриманець, 5 листопада 1933 р.,
120. Савчук Іван Омелянович 6 р., утриманець, 26 лютого 1932 р.,
121. Савчук Микола Омелянович 13 р., утриманець, 28 березня 1932 р.,
122. Савчук Михайло Савич 7 м,
123. Свириденко Архип Власович 60 р., селянин, одноосібник, 2 грудня 1932 р.,
124. Свириденко Галина Андріївна 7 р., утриманець, 17 січня 1933 р.,
125. Свириденко Григорій Іванович 7 м, утриманець, 8 березня 1932 р.,
126. Свириденко Дмитро Антонович 9 р., утриманець, 6 лютого 1933 р.,
127. Свириденко Єфросинія Кіндратівна 45 р., жебрак, 29 лютого 1932 р.,
128. Свириденко Михайло Григорович 2 м, утриманець, 3 серпня 1932 р.,
129. Свириденко Петро Семенович 5 р., 27 січня 1932 р., скарлатина,
130. Синельник Ольга Андріївна 4 м, утриманець, 23 листопада 1932 р.,
131. Ситенок Марія Калин 17 р., утриманець, 13 липня 1932 р.,
132. Ситенок Павло Кирилович 1 р., утриманець, 29 жовтня 1933 р.,
133. Тибер Ганна Іванівна 55 р., утриманець, 10 вересня 1933 р.,
134. Федорченко Анастасія Андріївна утриманець, 19 лютого 1932 р.,
135. Федорченко Василь Демидович 13 р., утриманець, 15 березня 1933 р.,
136. Федорченко Кирило Петрович 70 р., утриманець, 15 лютого 1932 р.,
137. Чучук Ганна Іванівна 4 м, утриманець, 4 листопада 1933 р.,
138. Шибер Григорій Васильович 6 м, утриманець, 9 червня 1932 р.,
139. Янченко Галина Тарасівна 30 р., селянка, член комуни, 21 жовтня 1932 р.

## Відомі уродженці
У селі Сивки народилася відома українська письменниця Валентина Мастерова. Її роман «Суча дочка» написаний на підставі реальних фактів життя села. Наприкінці першого десятиліття 21-го століття на просторах Інтернету з'явилася інформація про ідею зняти фільм за романом «Суча дочка», також був створений розрахунковий рахунок для переказу грошей на зйомки фільму. Станом на весну 2014 року доля фільму та розрахункового рахунку невідомі.